# Хайнрих II (Шварцбург-Бланкенбург)
Вижте пояснителната страница за други личности с името Хайнрих II.
Хайнрих II фон Шварцбург (на немски: Heinrich II Graf von Schwarzburg; * ок. 1150/1155; † 20 февруари 1236) е от 1197 г. граф на Шварцбург-Бланкенбург. Той е основател на линята на графовете и князете фон Шварцбург.

## Произход и управление
Той е син на Гюнтер II фон Шварцбург–Кефернбург († 1197) и първата му съпруга Гертруд фон Ветин († пр. 1180), дъщеря на маркграф Конрад I от Майсен. Брат му Албрехт I фон Кефернбург († 1232) e архиепископ на Магдебург (1205 – 1232). Полубрат е на Лудолф II фон Халермунд († 1256) и Вилбранд фон Кефернбург († 1253), архиепископ на Магдебург.
През 1197 г. Хайнрих II последва баща си заедно с брат си Гюнтер III († ок. 1223). Те поделят графството и той става граф на Шварцбург-Бланкенбург. Гюнтер става граф на Кефернбург, Илменау и Арнщат.
Хайнрих II фон Шварцбург е на страната на Щауфените. През 1204 г., в германския конфликт за трона, той тръгва против тюрингския ландграф Херман I.

## Фамилия
Хайнрих II фон Шварцбург се жени за Ирмгард фон Ваймар-Орламюнде († ок. 1222) от фамилията Аскани, дъщеря на граф Зигфрид III фон Ваймар-Орламюнде († 1206) и София Датска ( 1159 - 1208), дъщеря на датския крал Валдемар I и София Владимировна от Минск. С нея той има синовете:
- Албрехт II фон Шварцбург († 1278), пропст на Бибра и домхер в Магдебург
- Хайнрих III († 1259), граф на Шварцбург-Лойтенберг
- Гюнтер VII († 1274), граф на Шварцбург-Бланкенбург